# Vol Ethiopian Airlines 604
Le 15 septembre 1988, un Boeing 737-200 effectuant le vol Ethiopian Airlines 604, un vol régulier assurant la liaison entre l'aéroport d'Addis-Abeba Bole, en Éthiopie, et l'aéroport international d'Asmara, en Érythrée, avec une escale à l'aéroport de Bahir Dar, s'est écrasé lors d'un atterrissage d'urgence, à la suite d'une collision aviaire survenue lors du décollage de Bahir Dar, faisant 35 victimes parmi les 104 occupants de l'appareil.

## Avion
L'appareil impliqué dans l'accident est un Boeing 737-260, immatriculé ET-AJA, livré neuf à Ethiopian Airlines. Au moment de l'accident, l'avion avait moins d'un an de service au sein de la compagnie aérienne.

## Accident
Lors de la deuxième étape du vol entre l'aéroport de Bahir Dar et l'aéroport international d'Asmara, pendant la phase de décollage, les deux moteurs du 737 ont ingéré un groupe de pigeon roussard, puis ont rapidement surchauffé. 
L'un des moteurs a immédiatement perdu de la poussée, tandis que l'autre l'a fait lors du retour vers la piste de l'aéroport. Lorsque les pilotes ont tenté un atterrissage d'urgence, avec le train d'atterrissage rentré, le 737 s'est disloqué à l'impact, puis a pris feu sur la piste.